# Textiles mayas

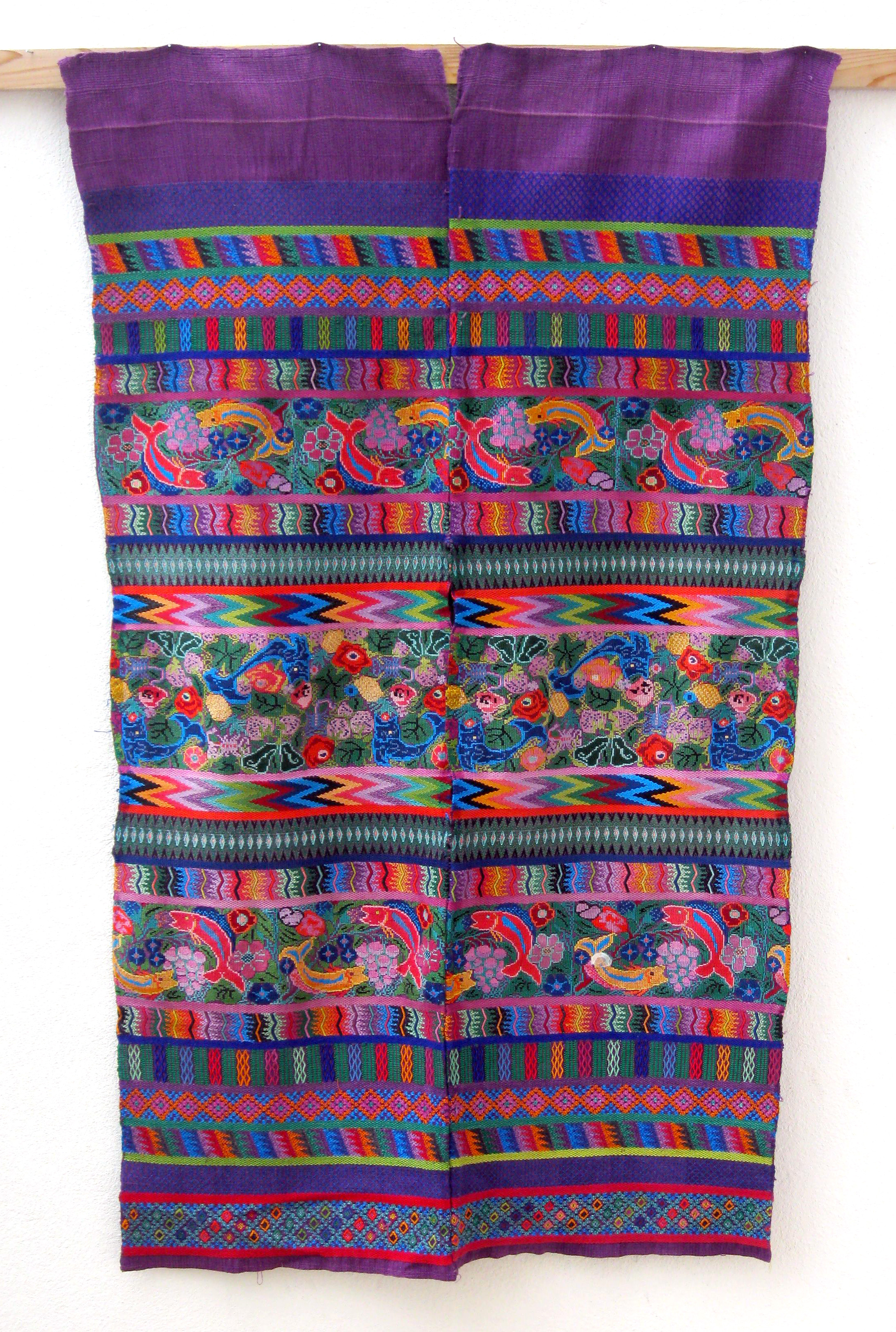
Huipil maya en San Antonio Aguas Calientes, Sacatepéquez, Guatemala.

Los textiles mayas son la vestimenta y otras artes de los pueblos indígenas de la península de Yucatán en México, Guatemala, Honduras, El Salvador y Belice. Las mujeres han creado tradicionalmente textiles en la sociedad maya, y los textiles eran una forma importante de arte y creencias religiosas mayas antiguas. Fueron considerados un bien de prestigio que distinguiría a los plebeyos de la élite. Según Brumfiel, algunos de los tejidos más antiguos encontrados en Mesoamérica pueden remontarse alrededor de 1000-800 a. C.

## Materiales
Las mujeres mayas de la antigüedad tenían dos tipos naturales de algodón para trabajar, uno blanco y el otro marrón claro, llamado cuyuscate, ambos teñidos comúnmente. La preparación del algodón para hilar era muy onerosa, ya que tenía que lavarse y quitarse las semillas. El algodón solía estar asociado con las élites.
Las mujeres de élite también tuvieron la oportunidad de trabajar con las plumas y perlas más caras. Sin embargo, las mujeres de la élite no solo tenían que preparar la mejor ropa para sus familias, sino que también tenían que ser talentosas en tejer tapices, brocados, bordados y teñidos para homenajear a otras familias y gobernantes. Los tejedores tenían tres tintes naturales diferentes con los que trabajar. Las mujeres también trabajaron con maguey. Esta fibra era "otro material comúnmente hilado, y dependiendo de la especie utilizada y el número de pasos de producción, podría producir pelo humano y animal (conejo y perro), plumas y fibras vegetales como algodoncillo y chichicastle, un ortiga fibrosa originaria del sur de México, también conocida como mala mujer". El maguey era de gran valor como material de cordaje utilizado para equipos de caballos, redes, hamacas y bolsas.
Hasta el siglo XIX, la mayoría de los hilos teñidos se teñían de forma natural, pero ahora, en los tiempos actuales, los tejedores guatemaltecos prefieren y dependen en gran medida de "hilos comerciales y hilados a mano teñidos con tinte de moluscos". Según lo afirmado por Brumfiel, el uso de estos es más fácil de adquirir. materiales, "reduce el tiempo necesario para la producción de telas de dos tercios a tres cuartos..., lo que hace posible que los tejedores dediquen más tiempo al proceso real de tejido" cuando utilizan un telar de cintura. En lugar de centrarse la mayor parte de su tiempo en crear los tintes y teñir el algodón o el maguey ahora, el tinte de molusco o los hilos acrílicos aceleran el proceso general. Otra razón para usar hilos teñidos químicamente es porque "los colores son más brillantes y no se desvanecen con el uso, el lavado y la exposición al sol tan fácilmente como los hilos teñidos naturalmente".

## Proceso
En los tejidos, el primer paso es la preparación de fibra, que puede provenir de plantas, como el algodón o el maguey, o de animales, como la lana de oveja. En Mesoamérica, solo se usaban fibras vegetales antes del contacto europeo. Las fibras sueltas se hilan en hilos a mano, con husillos, un dispositivo largo parecido a un palo para sujetar el hilo, y espirales, un peso que se sostiene sobre el huso para aumentar su movimiento. Se utilizaban dos tipos de telares para tejer, "el telar de pie y el telar de correa trasera. Este último es utilizado casi invariablemente por las mujeres, que sujetan un extremo del telar a un árbol o poste y fijan el otro extremo detrás de su parte inferior. Por esta razón, el ancho del tejido está limitado por lo que la mujer en particular puede manejar. Hasta un pasado bastante reciente, los telares de pie eran operados principalmente por hombres, pero esta práctica está cambiando. Los hilos están hechos de algodón, aunque la seda es frecuentemente entretejido con algodón en textiles destinados a uso ceremonial". Después del contacto europeo, las élites comenzaron a usar ropa hecha con pieles de animales.
En la era precolombina, las mujeres mayas tejían exclusivamente con telares de cintura, que usaban palos y correas alrededor de la cintura para crear tensión. Según lo escrito por Mahler:

El telar de cintura, en uso antes del contacto europeo y todavía usado por algunos tejedores en la actualidad, ni siquiera puede existir por sí solo sin el apoyo de un montante conveniente en un extremo y el cuerpo del tejedor en el otro. La tejedora controla la tensión por la dirección en la que mueve su cuerpo, y abre y cierra los cobertizos en los que se insertan los hilos de la trama levantando lizos, colocando y girando el listón de madera y utilizando otros implementos de mano según sea necesario ... 'El El telar en sí parece ser un dispositivo simple. Cuando la tela está terminada, no queda nada del telar excepto un montón de palos ', sin embargo, los estudios de esta tecnología han argumentado que en realidad es' un dispositivo complejo, más sensible a los impulsos creativos del tejedor que el moderno telar de pedal 'introducido en el región por los españoles.

Después del contacto europeo, se introdujeron los telares de pedal, aunque los telares de cintura siguen siendo populares. Tenía que haber una disciplina corporal específica, como la quietud, el equilibrio y arrodillarse durante mucho tiempo, para poder usar correctamente los telares de cintura, lo que terminaría definiendo "el comportamiento físico adecuado para las mujeres"...

## Vestimenta tradicional previa al contacto

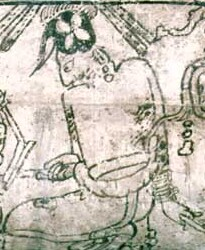
Tipo de taparrabos que usaban representado en un antiguo vaso Maya.

En la civilización maya, el vestido típico de un hombre era un taparrabos de algodón envuelto alrededor de su cintura y, a veces, una camisa sin mangas, ya fuera blanca o teñida de colores. En el siglo XX la vestimenta masculina tradicional se caracterizaba por algunos artículos que eran específicos de un par de pueblos, esto incluía: un saco (chaqueta de lana) o capixaij (túnica), pantalones (pantalones), camisa (camisa), cinturón o banda (fajín) y rodillera (paño de lana para las caderas).
Una mujer usualmente usaba un traje, que combinaba un huipil y un corte, una falda envolvente tejida que le llegaba a los tobillos. El traje se mantenía unido con una faja o fajín a la cintura. Tanto las mujeres como los hombres llevaban sandalias.
Cuando el clima era templado, la ropa maya se necesitaba menos como protección contra los elementos y más como adorno personal. Los clérigos mayas y otros dignatarios llevaban elaborados trajes con joyas. 
Los agricultores mayas vestían ropa mínima. Los hombres llevaban taparrabos sencillos o una banda de tela enrollada alrededor de la cintura. Algunos llevaban mocasines hechos de piel de ciervo. Las mujeres poseían dos prendas de vestir: una pieza de material ornamentado con agujeros hechos para los brazos y la cabeza, conocido como kub. Ambos sexos usaban un rectángulo de tela más pesado, como una manta, que funcionaba como una envoltura en los días fríos y como una manta en la noche. La manta también sirvió como una persiana al otro lado de la puerta.

## Huipil
El aspecto más prevalente e influyente de la ropa de las mujeres en la antigüedad es el huipil, que todavía es prominente en la cultura guatemalteca y mexicana de hoy. El huipil es una prenda rectangular holgada con un agujero en el medio para la cabeza hecha de algodón puro y ligero. El huipil suele ser blanco con coloridos diseños de rayas cruzadas y zigzag tejidos en la tela utilizando la técnica del brocado que todavía se usa comúnmente en la actualidad. El huipil puede llevarse suelto o metido en una falda; esto depende de las distintas longitudes del huipil. Los huipiles a menudo se utilizan para mostrar la religión y/o la afiliación comunitaria. Las diferentes comunidades tienden a tener diferentes diseños, colores y longitudes, así como también huipiles particulares para propósitos ceremoniales. Era poco común y, a menudo, vergonzoso llevar un diseño de huipil de otra comunidad dentro de la propia aldea; sin embargo, era una señal de respeto llevar el huipil de una comunidad cuando visitaba otra aldea. Los textiles producidos por tejedores dentro de las comunidades mayas tienden a tener rasgos reconocibles similares únicos a esa comunidad, sin embargo, los tejedores no están restringidos en su creatividad. En cambio, el diseño comunitario sirve como un esquema de lo que las mujeres deberían tener, y luego, dentro del diseño comunitario, las tejedoras pueden implementar una variedad de detalles personales para crear un producto terminado individual. Un tema común es expresar elogios a diferentes animales kiuggkes alrededor del collar.

## Faja de pelo

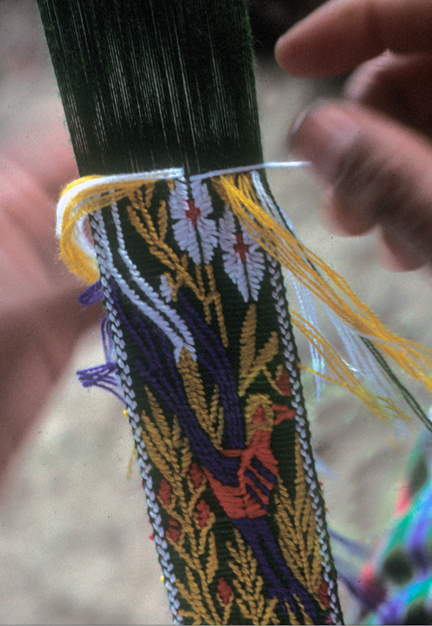
Detalle de la banda para el cabello con brocado en un telar de cintura Jakaltek Maya.

La banda para el cabello es a menudo la única parte del atuendo tradicional que todavía es tejido localmente por mujeres en un telar de cintura. Cada grupo étnico no solo tiene su propia forma de llevar la banda para el cabello entrelazada o envuelta alrededor de su cabello largo, sino que los colores, motivos, anchos y la forma de colocar el telar e incorporar los diseños geométricos y figurativos en la tela son distintos. En ocasiones especiales se usan bandas de cabello elaboradas tejidas con hilos más finos con imágenes más complejas.

## Aspectos ideológicos
La ropa maya clásica muestra toda su variedad en el contexto de la actuación religiosa. Las deidades mismas y sus imitadores humanos eran reconocibles por su vestimenta. Un buen ejemplo de esto es el Dios maya del maíz tonificado, que vestía una sobrefalda de red que constaba de cuentas de jade verde y un cinturón que constaba de una gran concha de spondylus que cubría los lomos, y que tanto el rey como la reina imitaban repetidamente.

## Protección Legislativa
En 2011, Efraín Asij, Presidente de la Comisión de Cultura de Guatemala, propuso cambios legislativos a favor de la protección de los textiles producidos por las comunidades indígenas. Promocionó el valor económico de los textiles para las mujeres de estas comunidades mayas, así como la herencia cultural representada en estos diseños. Asij afirmó que los diseños mayas tejidos tradicionales están en peligro de perder su importancia cultural y valor económico debido a la piratería y la falsificación de prendas mayas. Pide la creación de escuelas diseñadas para crear la próxima generación de tejedores guatemaltecos, a fin de asegurar que este arte antiguo y sagrado continúe siendo valorado. También propone que se realice un estudio que rastree las ventas de prendas mayas, específicamente para localizar problemas de explotación de sus diseños y cómo se venden estos diseños. Asij también propuso que se permitiera a las comunidades mayas importar su equipo de fabricación libre de impuestos. Las comunidades mayas también podían comprar publicidad y exportar sus textiles desde Guatemala libres de impuestos. Se espera que todos los departamentos del gobierno de Guatemala promuevan y participen en la protección de la producción textil tradicional maya.
En 2016, el Movimiento Nacional de Tejedores Mayas, una coalición de tejedores de toda Guatemala, presentó cambios legislativos al gobierno nacional de Guatemala. 30 Cooperativas Tejedoras de 18 comunidades lingüísticas de Guatemala apoyan el movimiento que lidera la Asociación de Mujeres para el Desarrollo de Sacatepéquez, conocida en su acrónimo en español como AFEDES. Argumentan que las corporaciones han estado explotando su cultura al producir en masa sus diseños, lo que en última instancia devalúa y degrada su carácter sagrado, y piden una protección legislativa renovada que otorgue a cada comunidad maya la propiedad intelectual colectiva de sus diseños tradicionales.

## Textiles en la actualidad
En los textiles mayas actuales, mucho ha cambiado en los campos del diseño, la técnica y los materiales. Los Kaqchikel y Kʼicheʼ son dos grupos étnico-lingüísticos específicos que todavía tienen fuertes tradiciones de tejido. Según Schevill, "los estudios de campo revelan que muchas de las decisiones de diseño que un tejedor debe tomar al producir una prenda son espontáneas. A menudo, la única decisión consciente que se toma antes de comenzar el proceso de tejido es la selección de los colores para la tela de fondo". Los patrones significarían grupos étnicos específicos y estatus social, pero hoy en día los patrones son menos estrictos y están más llenos de creatividad. Para otros grupos, "la tradición local dicta al menos la composición general de las prendas. Aunque la desviación de estas normas estéticas no está estrictamente prohibida, deja al tejedor expuesto al ridículo o al chisme".
Además de más diseños a mano alzada, se están introduciendo nuevos materiales en los textiles. Por ejemplo, los textiles ahora "incluyen el uso de rickrack importados, cintas, hilos metálicos, hilo de bordar abigarrado y ribetes de terciopelo en prendas tejidas a mano. Todo esto puede verse como un juego libre e inventivo por parte del artista indígena".
Las mujeres mayas, tejedoras de textiles, son las que, en su mayor parte, se apegan a la tradición y visten los trajes. Los hombres mayas han declinado el uso de la ropa tradicional maya principalmente porque quieren evitar el acoso de los ladinos, mientras que "las mujeres... continúan vistiendo estilos indígenas de ropa para simbolizar su trabajo de llevar y cultivar la próxima generación y así perpetuar la cultura maya".